# Un șerif extraterestru
Un șerif extraterestru (în italiană Uno sceriffo extraterrestre... poco extra e molto terrestre, în engleză The Sheriff and the Satellite Kid) este un film comic de acțiune italian din 1979, regizat de Michele Lupo și avându-i în rolurile principal pe Bud Spencer și pe copilul actor Cary Guffey. El a fost urmat în 1980 de continuarea Toate mi se întâmplă numai mie, regizată tot de Michele Lupo.

## Rezumat
Într-o dimineață, micul oraș Newnan din statul american Georgia este aruncat în isterie atunci când se raportează că un OZN a aterizat pe lacul din apropiere; chiar și personalul de la baza aeriană din apropiere este mobilizat. Singurul rămas neatins de acest tam-tam este masivul șerif Scott Hall (Bud Spencer), puternicul apărător al legii; într-adevăr, el nu crede în extratereștri sau în farfuriile zburătoare pe care toată lumea le vede pe cer. De această isterie profită banditul Brennan (Joe Bugner) pentru a săvârși mai multe nelegiuiri purtând un costum de extraterestru. Cu toate acestea, lucruri ciudate încep să se întâmple unora dintre cetățenii care-i împărtășesc punctul său de vedere: un scaun de frizerie începe să se învârtă rapid în jurul axei sale - împreună cu clientul său - și un coș de înghețată își revarsă brusc întregul conținut (și chiar mai mult) pe stradă după ce vânzătorul a făcut o glumă că extratereștrii ar fi înnebuniți după înghețata lui.
În aceeași noapte, o pană de curent lovește orașul. Hall patrulează pe străzi atunci când ajutorul său Allen (Luigi Bonos), bolnav de reumatism, îl anunță că un băiat a fugit de acasă. Ajungând la locul favorit de joacă al băiatului, parcul de distracții local, Hall găsește nu unul, ci doi băieți; unul dintre ei poartă un costum spațial argintiu și se dovedește a fi cel fugit, iar celălalt (un băiat de vreo nouă ani; interpretat de Cary Guffey) se prezintă ca fiind H-725, venit din spațiu de pe o planetă aflată la trei ani lumină de Terra. Băiatul are cu el un dispozitiv ciudat, care face ca toate lucrurile din jurul lui să o ia razna și-i permite lui Brennan (care fusese arestat) să scape de două ori și lui Allen să-și depășească temporar boala reumatică. Cu toate acestea, șeriful nu este convins până când băiatul îndreaptă spre el eaza de "energie bio-magnetică", care îi permite să prindă în brațe un păstrăv mare și să vorbească cu un cal în limba engleză!
Între timp, un ambițios căpitan al Forțelor Aeriene pe nume Briggs (Raimund Harmstorf) își dă seama că extratereștii au aterizat pe Terra și ascunde dovezile pentru a promova în carieră. Fără știrea scepticului său general, Briggs reușește în cele din urmă să dea de urma băiatului, dar încercările sale de a-l captura sunt dejucate de pumnii puternici ai șerifului și de dispozitiv lui H-725, precum și de ajutorul acordat de Brennan.
În cele din urmă, în timp ce Hall și H-725 se află în munți pentru a aștepta sosirea farfuriei zburătoare, Briggs și oamenii săi reușesc să-l răpească pe băiat și să-l aducă la bază, după ce-l tranchilizează pe șerif. Hall reușește să se infiltreze la baza militară și-l eliberează pe băiat. Într-o luptă din sala de festivități a pompierilor locali, unde avea loc o petrecere, Briggs și oamenii lui îl atacă pe șeriful Hall, dar sunt bătuți. Mai târziu, în acea noapte, o navă spațială vine pentru a-l lua pe H-725. Dar, pe drumul spre casă al lui Hall, el îl găsește brusc pe H-725 pe bancheta din spate a mașinii sale - băiatul obținuse o perioadă suplimentară de concediu pe Pământ pentru a și-o petrece cu masivul său prieten.

## Distribuție
- Bud Spencer - șeriful Scott Hall
- Cary Guffey - H7-25 (Charlie Warren)
- Raimund Harmstorf - căpitanul Briggs
- Joe Bugner - Brennan
- Carlo Reali - lt. Turner
- Gigi Bonos - ajutorul de șerif Allen
- Harold E. Finch - generalul
- Riccardo Pizzuti - militar
- Claudio Ruffini - militar
- Vincenzo Maggio - militar

### Dublaje în limba italiană
- Glauco Onorato - șeriful Scott Hall
- Fabrizio Vidale - H7-25
- Pino Locchi - căpitanul Briggs
- Sergio Fiorentini - Brennan
- Stefano Sibaldi - ajutorul de șerif Allen
- Vinicio Sofia - generalul
- Michele Gammino - reporterul TV
- Piero Tiberi - vânzătorul de înghețată
- Ferruccio Amendola - omul de la frizerie
- Oreste Lionello - câinele elvețiano-german
- Manlio De Angelis - calul
- Diego Sabre - fiul doamnei Parker
- Rosetta Calavetta - doamna Parker
- Gianni Marzocchi - oratorul de la petrecere
- Daniele Tedeschi - intervievat

## Dublaj
În acest film, Bud Spencer este dublat, ca în majoritatea filmelor, de Glauco Onorato.

## Despre film
Cary Guffey, care-l interpretează pe copilul extraterestru, a rămas cunoscut mai ales pentru rolul lui Barry Guiler, copilul luat de extratereștri cu doi ani mai înainte în filmul Întâlnire de gradul trei, regizat de Steven Spielberg.